# Distretto di Yeonsu
Yeonsu (Hangŭl: 연수구; Hanja: 延壽區) è un distretto di Incheon. Ha una superficie di 45,57 km² e una popolazione di 288.836 abitanti al 2005.